# Sheldon Datz
Sheldon Datz (Nova Iorque, 21 de julho de 1927 – Oak Ridge, Tennessee,  15 de agosto de 2001) foi um químico estadunidense.
Filho de Clara e Jacob Datz frequentou a Stuyvesant High School e obteve graus em química da Universidade Columbia e da Universidade do Tennessee. Recebeu o Prêmio Enrico Fermi de 2000, juntamente com Sidney Drell e Herbert York.

## Prêmios
- 1998 Prêmio Davisson–Germer
- 2000 Prêmio Enrico Fermi